# Fasole bătută
Fasole bătută (‘fesols batuts, en romanès) o icre de fasole (‘caviar de fesols') és un tipus de puré de mongetes. Es prepara a partir de fesols bullits i aixafats tot barrejats amb oli vegetal. Se sol acompanyar d'altres ingredients, com ara ceba caramel·litzada, all, pebre vermell o suc de llimona. És molt semblant a l'hummus, amb la diferència que l'ingredient principal d'aquest últim són els cigrons. És un plat vegetarià molt habitual en Quaresma que es menja sucat amb pa.